# Ferdinand Cheval
Ferdinand Cheval (19. dubna 1836 Charmes-sur-l'Herbasse – 19. srpna 1924 Hauterives) byl francouzský lidový umělec, architekt a stavitel takzvaného „Palais idéal“ (Ideálního paláce).

## Život
Pocházel ze selské rodiny, absolvoval jen šest let školní docházky, neuměl ani francouzský pravopis a psal foneticky. Ve třinácti letech přenechal statek svému bratrovi, v letech 1849-1855 se vyučil pekařem. V roce 1856 se stal pekařem ve Valence, od roku 1859 v Chasselay, obci severně od Lyonu. Po smrti svého prvního syna v roce 1865 se vzdal pekařského řemesla. Svou zkušenost s hnětením těsta vkládal později do konstrukce svých staveb, lepených maltou a cementem. Dále pracoval v zemědělství, kterým po narození druhého syna nebyl schopen uživit rodinu, a proto si roku 1867 podal žádost o zaměstnání pošťáka. Hlavní část svého díla vytvořil poté, co odešel do penze.
Sousedé ho považovali za blázna.

## Dílo
Od roku 1867, kdy ho údajně zaujal první kámen na cestě, začal kameny sbírat a realizoval svůj velký sen. Po desetiletí v Hauterives (v departementu Drôme) budoval svůj výstřední „Palais idéal“ (1879–1912), který měl pak sloužit jako jeho hrobka. Protože k tomu nedostal povolení, postavil později na hřbitově Hauterives v letech 1914–1922 menší hrobku ve stejném stylu.
Budovy muže přezdívaného Facteur Cheval („Pošťák Cheval“) byly zpočátku zejména architekty považovány za čistě bizarní záležitost, ale byly vysoce oceněny představiteli surrealismu, jmenovitě Andrém Bretonem, který Chevalovi věnoval oslavnou báseň. Na Chevala se pak odvolávali i různí další outsideři architektury, například Friedensreich Hundertwasser ho zmínil ve svém manifestu Verschimmelungsmanifest. Až do poloviny šedesátých let byly iniciativy usilující o památkovou ochranu Chevalových staveb několikrát odmítnuty. Skutečnost, že v roce 1969 uspěly, byla pravděpodobně způsobena osobní iniciativou tehdejšího francouzského ministra kultury Andrého Malrauxe. Dnes budovy samotářského venkovského pošťáka každoročně navštíví více než sto tisíc lidí.

## Galerie

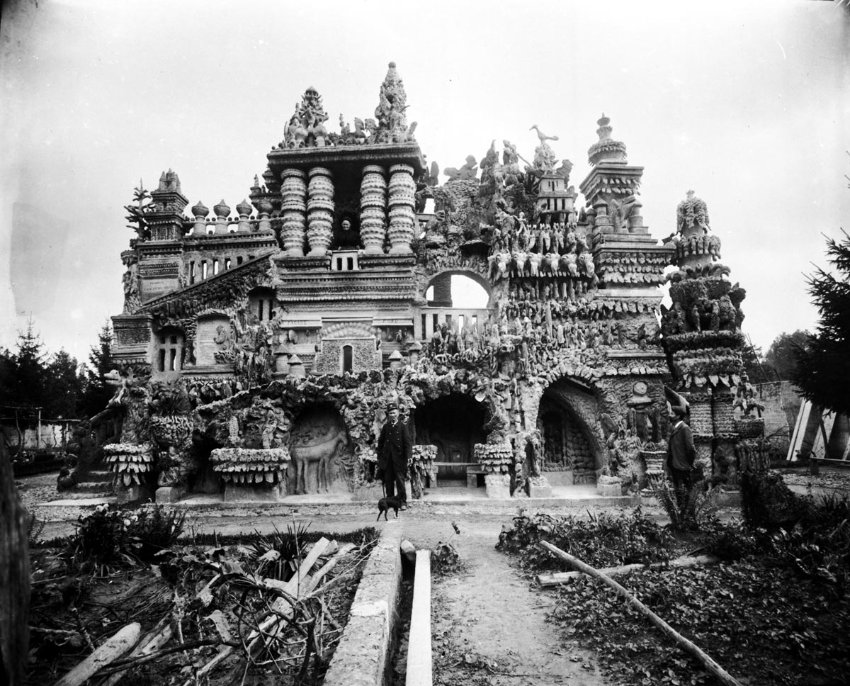
Ferdinand Cheval před Ideálním palácem (kolem roku 1890)
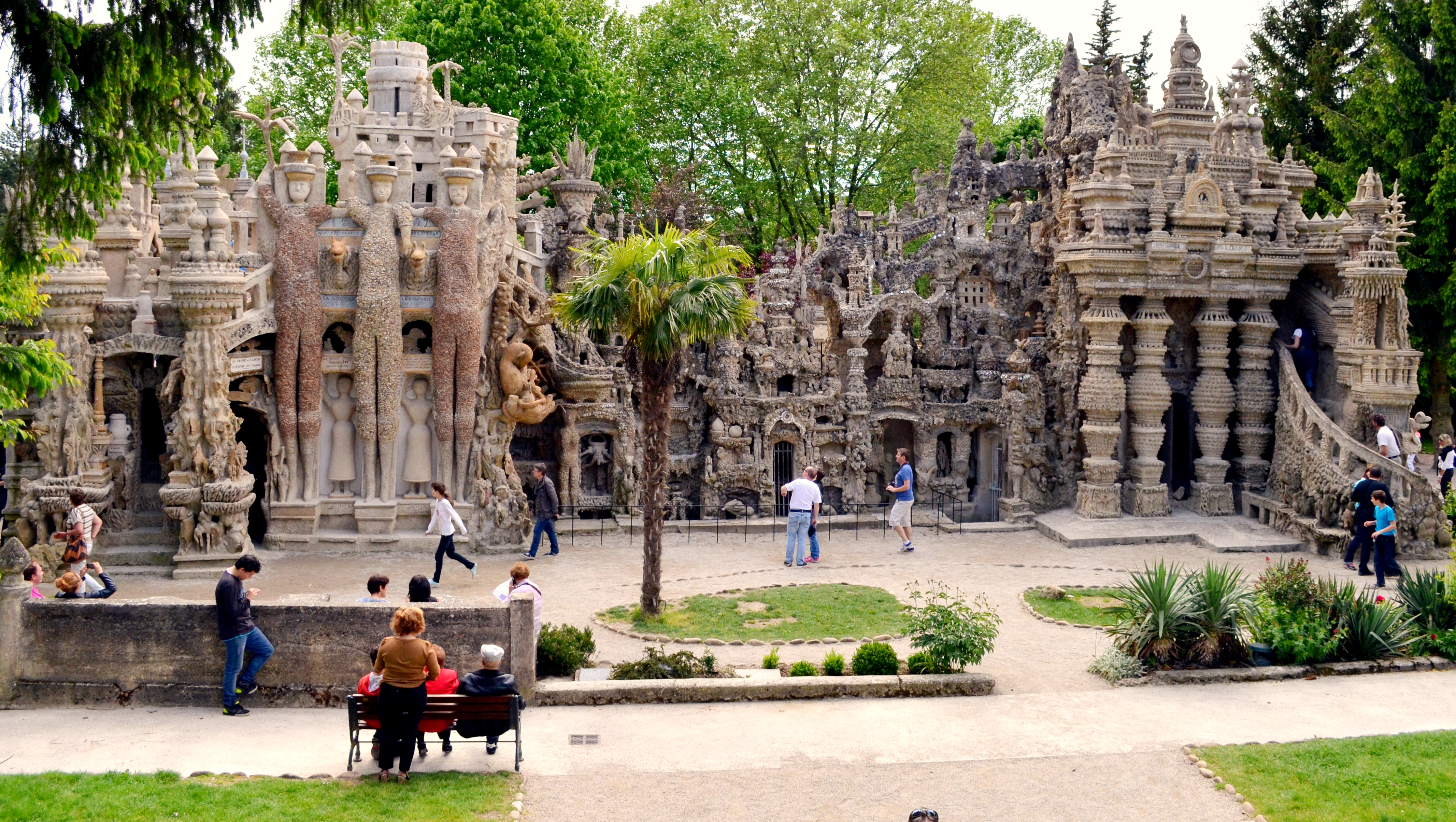
Východní strana Ideálního paláce
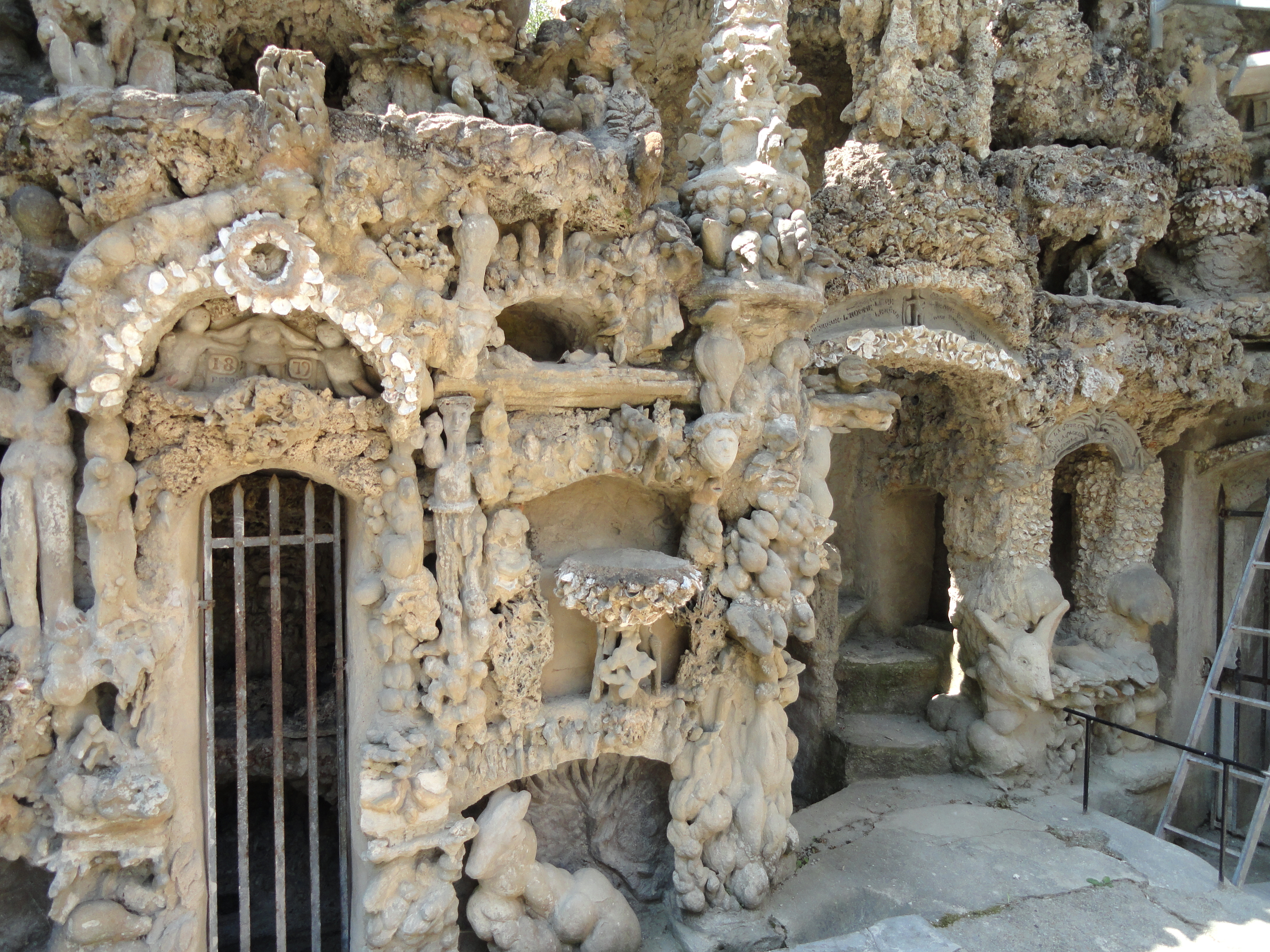
Detail východní strany
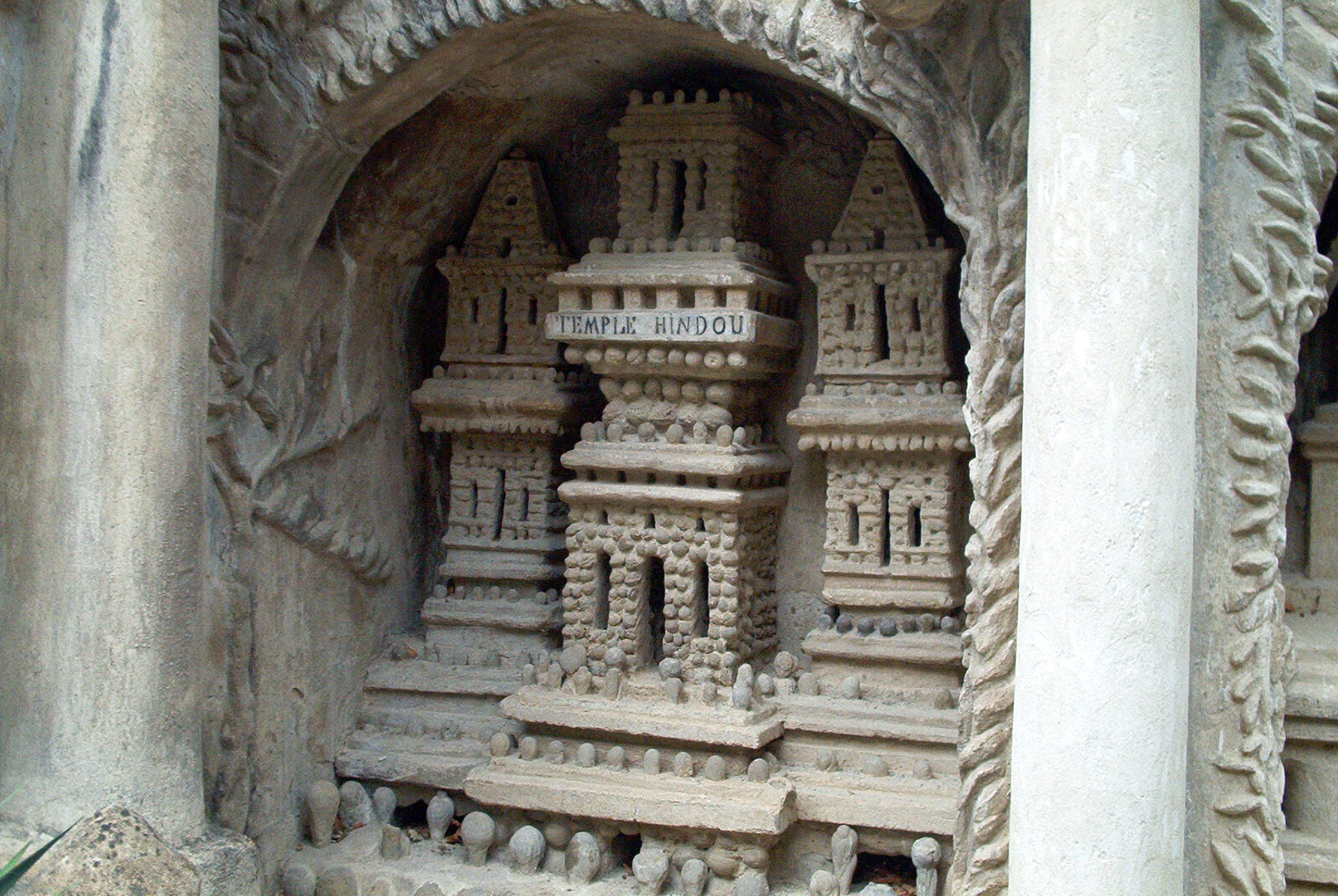
Hinduistický chrám na západní straně
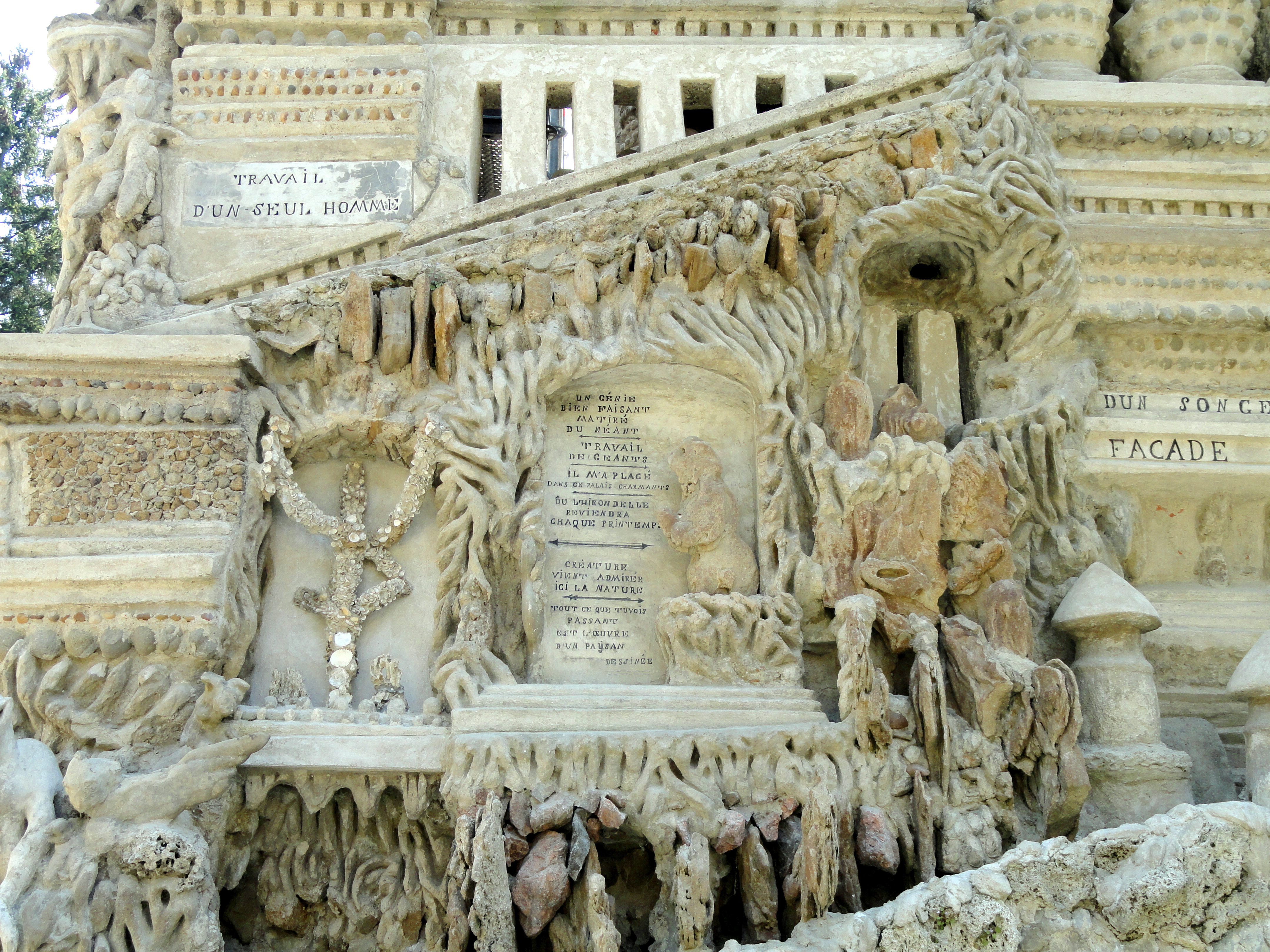
Nápisy na severní straně Ideálního paláce
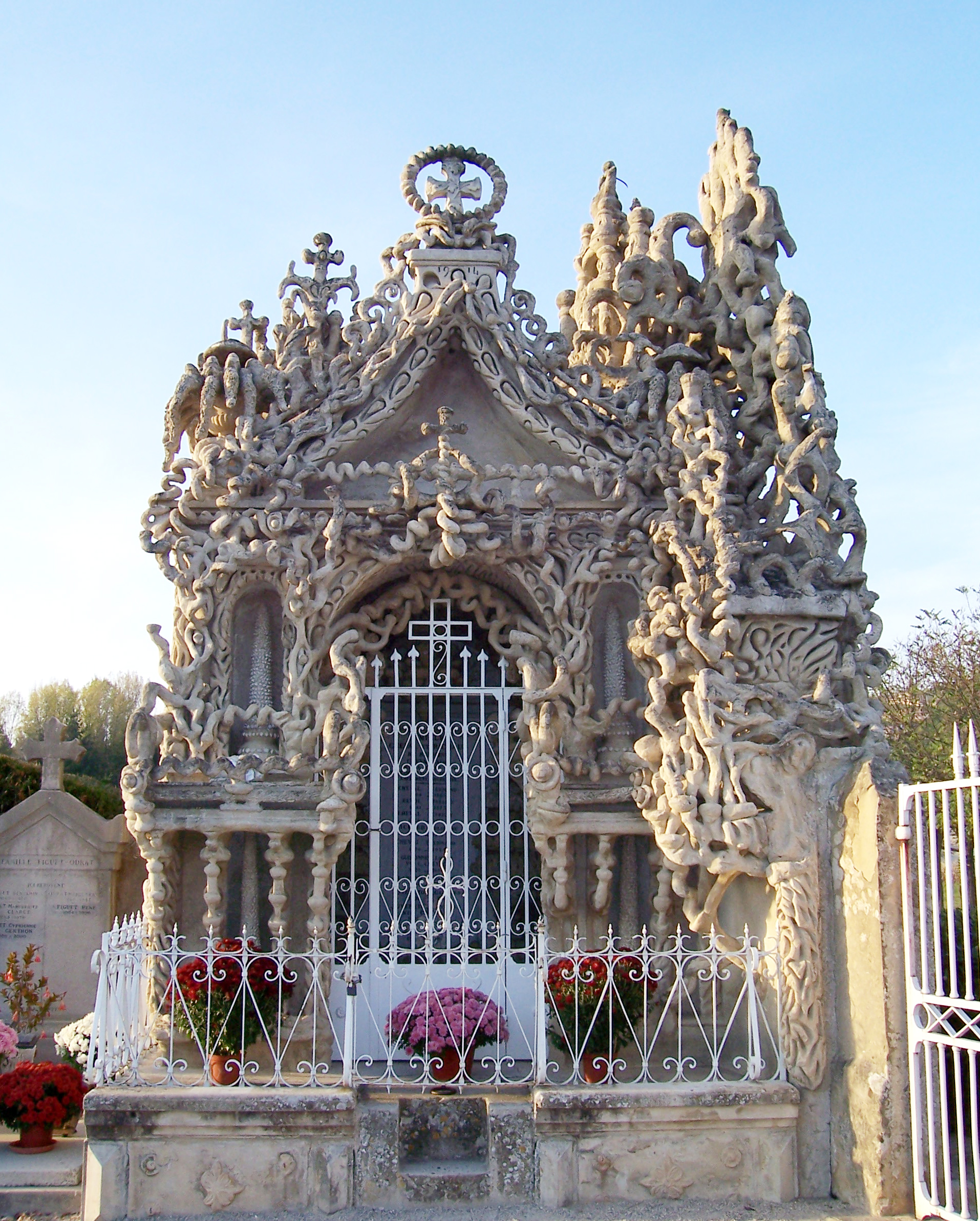
Chevalova hrobka na hřbitově v Hauterives